# Palaelodidae
A Palaelodidae a madarak osztályába és a flamingóalakúak rendjébe tartozó család. A flamingók közeli rokonainak számítanak.
Az evolúció és az ökológia szempontjából a flamingók és a vöcskök közé sorolják őket.

## Rendszerezés
Az alábbi két nem tartozik a családhoz:
- Palaelodus
- Megapaloelodus